# Shinji Takahira
Shinji Takahira (Kanji:髙平 慎士, Japón, 18 de julio de 1984) es un atleta japonés, especializado en la prueba de 4 x 100 m en la que llegó a ser medallista de bronce olímpico en 2008.

## Carrera deportiva
En los JJ. OO. de Pekín 2008 ganó la medalla de bronce en los relevos 4 x 100 metros, con un tiempo de 38.15 segundos, quedando en el podio tras Trinidad y Tobago (Jamaica había llegado en primera posición pero fue descalificada por dopaje), siendo sus compañeros de equipo: Shingo Suetsugu, Naoki Tsukahara y Nobuharu Asahara.